# Chester Williams
Chester Mornay Williams (Provincia Occidental del Cabo, 8 de agosto de 1970-6 de septiembre de 2019) fue un jugador y entrenador sudafricano de rugby que se desempeñaba como wing.
Fue famoso por ser el tercer jugador de raza negra en ser convocado a los Springboks, el primero desde el fin del apartheid y el único del combinado nacional que se consagró campeón del Mundial de Sudáfrica 1995.

## Selección nacional
Fue el tercer hombre negro en ser convocado al equipo nacional luego de Errol Tobias y su tío Avril Williams. En total jugó 27 partidos y marcó catorce tries (70 puntos).

## Participaciones en Copas del Mundo
Sudáfrica 1995 era el debut de la selección de Sudáfrica en una Copa del Mundo, después de impedírsele la participación en las dos primeras ediciones por el apartheid. El país se encontraba en transición, tras el derrumbe del apartheid y la llegada de Nelson Mandela a la presidencia del país en mayo de 1994. Mandela dio todo su apoyo a los Springboks y fueron vistos como representantes de toda Sudáfrica, despertando un fuerte nacionalismo en los sudafricanos, a medida que el equipo avanzaba en el torneo.
Williams llegó lesionado, dato que se mantuvo en secreto, pero se recuperó para la fase final, donde en cuartos de final se enfrentaron a Samoa (Chester anotó cuatro tries) ganando cómodamente y derrotaron a Les Blues 19-15 en semifinales. Finalmente jugaron la final contra los All Blacks, quienes eran claros favoritos por el tremendo desempeño en el torneo y con jugadores como el apertura Andrew Mehrtens y principalmente Jonah Lomu en sus filas. La final se disputó en el estadio Ellis Park de Johannesburgo; es recordada por el acercamiento de los Springboks durante el Haka y por ser la primera vez en un mundial que se jugó un tiempo extra. En un partido muy parejo que finalizó en un empate a 12 y de mucha tensión, los tres puntos del drop de Joel Stransky dieron la victoria sudafricana en tiempo suplementario, 15-12.
| Mundial                       | Sede      | Resultado | PJ | Tries |
| ----------------------------- | --------- | --------- | -- | ----- |
| Copa Mundial de Rugby de 1995 | Sudáfrica | Campeón   | 3  | 4     |

## Palmarés
- Campeón de la Currie Cup de 1997.